# Criogênico (geologia)
Na escala de tempo geológico, o Criogênico (português brasileiro) ou Criogénico (português europeu) é o período da era Neoproterozoica do éon Proterozoico que está compreendido entre aproximadamente 720 milhões e 635 milhões de anos atrás. O período Criogênico sucede o período Toniano e precede o período Ediacarano, ambos de sua era. Como os outros períodos de seu éon, não se divide em épocas.
Este foi o segundo período do Neoproterozoico. O período é temporalmente datado, baseado em estratigrafia.
O nome "Criogênico" deriva da palavra grega κρύος (krýos), que significa "frio" and γένεσις (génesis), que significa "nascimento". Este período inclui pelo menos duas grandes glaciação: o Sturtiana e Marinoana. Parece possível estas glaciações terem coberto toda a Terra, incluindo o equador, e levou ao cenário chamado Terra bola de neve.
A ideia da Terra bola de neve vem da teoria (fundamentada por modelos de computador) que, quando glaciação é intensa o suficiente para as geleiras atingirem cerca de 30 ° norte e sul latitudes, é o suficiente para refletir uma grande parte da luz solar de volta para espaço. Isso faz com que um efeito em cascata de eventos leve a mais glaciação, com geleiras, eventualmente, cobrindo toda a Terra, até ao equador. A Terra, na verdade, se parece com uma bola de neve a partir do espaço.
Durante o período Criogênico, os mais antigos fósseis conhecidos de esponjas (e, portanto, animais) aparecem.